# Galeopterus variegatus
El galeopiteco, kaguang o colugo (Galeopterus variegatus) es un  animal para el que se ha creado un orden independiente, el de los Dermópteros, que cuenta con un reducido número de especies.
Es un mamífero capaz de volar pero no en vuelo activo, a la manera de las aves o los murciélagos, sino planeando a manera de cómo lo hacen las ardillas voladoras; modo  con el cual puede recorrer por el aire distancias de hasta ciento cuarenta y cinco metros de un árbol a otro.
Es la criatura terrestre actual que mayor distancia planea.

## Características
Su tamaño es de 33 a 42 centímetros, su cola mide de 17 a 28 centímetros y pesa entre 900 gramos y 1'3 kilos; tiene el esqueleto grácil, los miembros muy alargados, cabeza pequeña y la cola corta. Su pelaje es de color rojo, más o menos monocromo en contraste con el medio en que vive y en la cara dorsal presenta numerosas manchas blancas.
El rasgo más sobresaliente de su morfología es una amplia membrana llamada patagio, constituida por un repliegue tegumentario que engloba totalmente los miembros del animal, y se extiende, además, por delante, entre los miembros anteriores y el cuello y, por detrás, entre los miembros posteriores y la cola quedando todo el animal rodeado por la membrana cuya superficie, bastante considerable, permite su deslizamiento aéreo actuando a modo de paracaídas.

## Comportamiento
Desde las ramas altas se lanzan al espacio con los miembros separados y mantenidos en un mismo plano horizontal, quedando de este modo desplegado el patagio. Las hembras saltan de un árbol a otro, e incluso planea, llevando a su cría (siempre una sola) asida al pecho.
De comportamiento ágil, es un gran trepador gracias a sus afiladas uñas. El galeopiteco marcha con dificultad por el suelo. Es por consiguiente un animal arborícola, herbívoro y de actividad nocturna, durante el día duerme suspendido de alguna rama asido con pies y manos que permanecen juntos, con el dorso fuertemente curvado, y la cabeza y la cola replegadas sobre el pecho y el abdomen, respectivamente.
Emite un grito agudo, desagradable, que se percibe desde lejos.

## Distribución
Es un animal característico de las regiones tropicales del Extremo Oriente, Cochinchina, Siam, Birmania, archipiélago malayo, Borneo, Sumatra, Bangka y norte de Java.